# Îles Moleques do Sul
Les îles Moleques do Sul se situent dans l'océan Atlantique, sur le littoral sud du Brésil, au large de l'île de Santa Catarina. Elles font administrativement partie de la municipalité de Florianópolis dans l'État brésilien de Santa Catarina.

## Géographie
Les Moleques do Sul sont constituées de trois îles, ainsi que de trois petits îlots (Oratorio au nord et les deux Laje de Vaca au sud). Elles sont distantes de 8,5 km au sud-est de l'île de Santa Catarina et de 14 km à l'est de Praia da Ponta do Papagaio, la pointe continentale de la commune de Palhoça. 

## Faune et flore

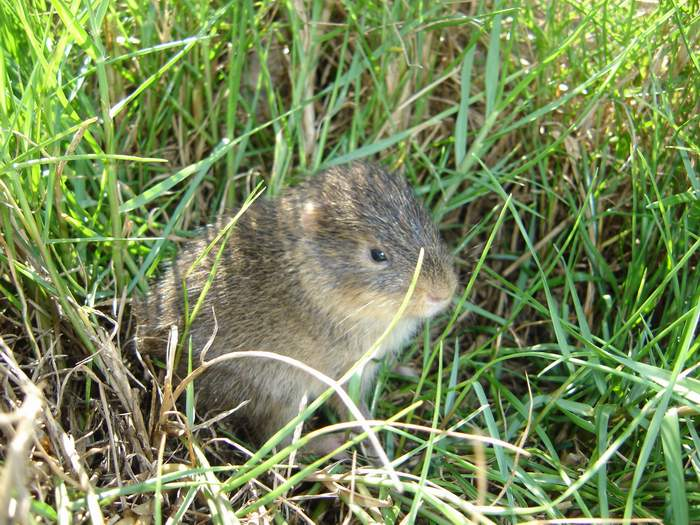
Cavia intermedia, espèce endémique des Moleques do Sul.

Possédant toujours une forêt atlantique native – faisant partie du parc national de Serra do Tabuleiro – elles abritent de nombreux oiseaux marins ainsi qu'une espèce endémique protégée de rongeur (en risque critique d'extinction), le Cavia intermedia également appelé Cochon d'Inde de Santa Catarina, classée en 2012 sur la liste des 100 espèces les plus menacées par l'UICN.